# Macrochiron mutatum
Macrochiron mutatum är en kräftdjursart som beskrevs av Jan Hendrik Stock 1957. Macrochiron mutatum ingår i släktet Macrochiron, och familjen Macrochironidae. Arten har ej påträffats i Sverige.